# 森田義衛
森田 義衛（義衞、もりた よしえ、1903年（明治36年）11月29日 - 1982年（昭和57年）10月24日）は、日本の鉄道官僚、実業家、政治家。参議院議員（1期）。

## 経歴
三重県、後の上野市（現伊賀市）出身。水戸高等学校を経て、1934年（昭和4年）3月、京都帝国大学経済学部を卒業。同年に鉄道省に入省し東京鉄道局に配属。同年10月、高等試験行政科試験に合格した。
以後、岡崎駅長、下関運輸事務所長、札幌鉄道局業務部長、企画院書記官、運輸通信省企画局課長、東京鉄道局業務部長、運輸省配車課長、新潟鉄道局長、日本国有鉄道運輸支配人、東京鉄道管理局長、国鉄理事、同関東総支配人、鉄道建設審議会委員、日本交通文化協会理事などを務めた。
1953年（昭和28年）4月の第3回参議院議員通常選挙に全国区から出馬して当選。自由民主党に所属して、参議院議員を1期務めた。この間、参議院建設委員長などを務めた。
その後、名古屋臨海鉄道会社の初代社長に就任した。1975年（昭和50年）春の叙勲で勲二等瑞宝章受章（勲五等からの昇叙）。
1982年10月、心筋梗塞のため東京都渋谷区の中央鉄道病院（現JR東京総合病院）で死去した。死没日をもって従五位から正五位に叙され、さらに従四位へ位一級追陞。